# Glavoch
Glavoch, Glavoc, Glamoz o Glavaz (in croato: Glamoč o Glavoč) è un isolotto disabitato della Croazia, situato lungo la costa dalmata settentrionale, nel mar Adriatico; fa parte delle isole Incoronate. Amministrativamente appartiene al comune di Sale, nella regione zaratina.

## Geografia
Glavoch si trova a nord-ovest della punta settentrionale di Zut, la distanza minima è di 680 m. L'isolotto ha forma rotondeggiante con un lungo promontorio a sud che si allunga verso la valle Asino (uvala Pinizel) e l'isolotto omonimo (Pinizelić); ha un'altezza massima di 54,5 m, una superficie di 0,413 km² e uno sviluppo costiero di 3,08 km. È circondato da altri isolotti e scogli.

### Isole adiacenti
- Scogli Lazzaretti[5][6] o Trimoti[8] a nord: 
  - Lazzaretto Piccolo[11] (Trimulić Mali), a 690 m[3] di distanza; ha una superficie di 7212 m²[9], uno sviluppo costiero di 311 m[9] e l'altezza di 8 m[3] 43°54′29″N 15°14′40″E.
  - Lazzaretto Grande[12] o Zernicovaz[5] (Trimulić Veli), a 380 m, con un'area di 0,018 km²[2], uno sviluppo costiero di 0,5 km[2] e l'altezza di 15 m[3] 43°54′23″N 15°15′04″E,
  - Trstikovac, piccolo scoglio rettangolare situato tra i due Lazzaretti, 710 m a nord di Glavoch; ha un'area di 7011 m²[9], uno sviluppo costiero di 373 m[9] e l'altezza di 2 m[3] 43°54′31″N 15°14′56″E.
- Scogli Scala (Skala Velika e Skala Mala), si trovano circa 1,2 km[3] a nord-nord-est di Glavoch.
- Roncich[13], Socici[7], Koncich[5] o scoglio Loncich[8] (Rončić), scoglio a nord-est (a 1,5 km circa[3]) con un'area di 0,016 km²[2], uno sviluppo costiero di 0,52 km[2] e l'altezza di 8 km[3] 43°54′23″N 15°16′26″E.
- Scoglio Corbarich[14] o Golubgnak[8] (hrid Krbarić), piccolo scoglio a est, a 520 m circa[3]; ha un'area di 464 m²[15] 43°53′51″N 15°15′47″E
- Asino[16], Tovar[8] o Tovaziak[6] (Pinizelić), isolotto di forma allungata a sud, a 330 m[3] circa dalla punta meridionale del promontorio di Glavoch, situato vicino alla costa di Zut nella valle Asino (uvala Pinizel). Ha una superficie di 0,052 km²[2], uno sviluppo costiero di 1,04 km[2] e l'altezza di 8 m[3] 43°53′23″N 15°15′26″E.
- Cavoler[7] o Bruscognak[6] (Brskvenjak), isolotto a sud, a circa 560 m[3], situato tra Abba Superiore e Asino. Ha una superficie di 0,052 km², uno sviluppo costiero di 0,91 km[2] e l'altezza di 32 m[3] 43°53′25″N 15°14′49″E.
- Abba Superiore o Abo (Gornja Aba), isolotto a sud-ovest.
- Abba Piccola (Aba Mala), piccolo scoglio a sud-est di Abba Superiore con un'area di 317 m²[9] e l'altezza di 4 m[3] 43°53′14″N 15°14′21″E.

### Cartografia
- (HR) Mappa topografica della Croazia 1:25000, su preglednik.arkod.hr. URL consultato il 27 febbraio 2017.
- G. Giani, Carta prospettiva delle Comuni censuarie della Dalmazia, foglio 2, 1839. Fondo Miscellanea cartografica catastale, Archivio di Stato di Trieste.
- Carta di cabottaggio del mare Adriatico, foglio VII, Milano, Istituto geografico militare, 1822-1824. URL consultato il 17 febbraio 2017 (archiviato dall'url originale il 13 aprile 2013).